# Javier Ariz
Javier Miguel Ariz Huarte, OP (Pamplona, 9 de julio de 1910-Lima, 30 de septiembre de 1995)  es un sacerdote español. Obispo Auxiliar de Lima.

## Biografía
Nacido en Pamplona; Monseñor Ariz ingresó a la Orden de Predicadores y fue ordenado sacerdote el 5 de agosto de 1934.

## Episcopado
El 21 de febrero de 1952 fue nombrado vicario coadjutor apostólico de Puerto Maldonado y obispo titular de Bapara, recibiendo la ordenación episcopal el 22 de mayo del mismo año. El 27 de mayo de 1959 es nombrado vicario apostólico de Puerto Maldonado. 
En 1953 monseñor Javier Ariz funda la Asociación de Misioneros Seglares con el propósito de llevar mujeres a la selva para que se dedicaran a labores educativas. Así nació la RESSOP, Red Escolar de la Selva del Sur Oriente Peruano. Actualmente la RESSOP agrupa a 44 Centros Escolares distribuidos en los lugares más lejanos de nuestro Vicariato. 
El año 1957 se inaugura en Puerto Maldonado la emisora religioso-cultural «Radio Madre de Dios». Este mismo año se establece en toda la amplia Misión la Red de Comunicaciones Radiales, cuyo Puestos Misionales gozarían de comunicación diaria. En 1966, mediante Resolución JPNT N° 473, Radio Quillabamba es adquirida por el Secretariado de Misiones Dominicanas. Con las dos emisoras, el Vicariato cubría las expectativas de sus pobladores diseminados en la amplia y extensa Misión. 
El año 1973 comienza, en el Alto Urubamba, el trabajo pastoral con las Comunidades Cristianas Campesinas. El trabajo se extiende, diez años más tarde, a la zona del Madre de Dios. En 1983, a petición del Ministerio de Educación, el Vicariato Apostólico se hace cargo de la Escuela Normal que recibe el nombre actual de Instituto Superior Pedagógico «Nuestra Señora del Rosario» en Puerto Maldonado.
El 26 de abril de 1980 fue nombrado  Obispo auxiliar de Lima, arquidiócesis de Perú, siendo Arzobispo de Lima Mons. Juan Landázuri Ricketts.